# Noix de pécan

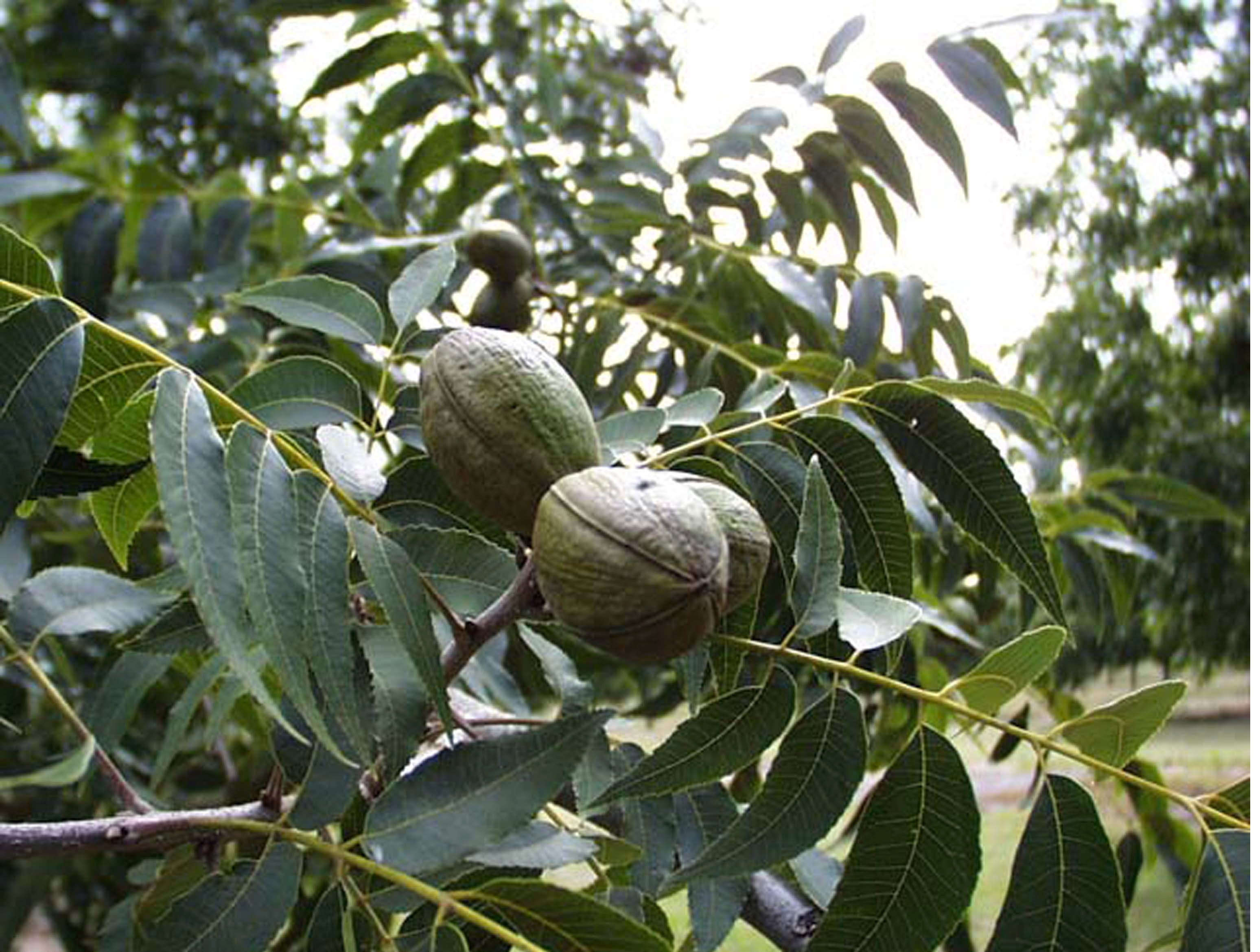
Noix de pécan sur l’arbre

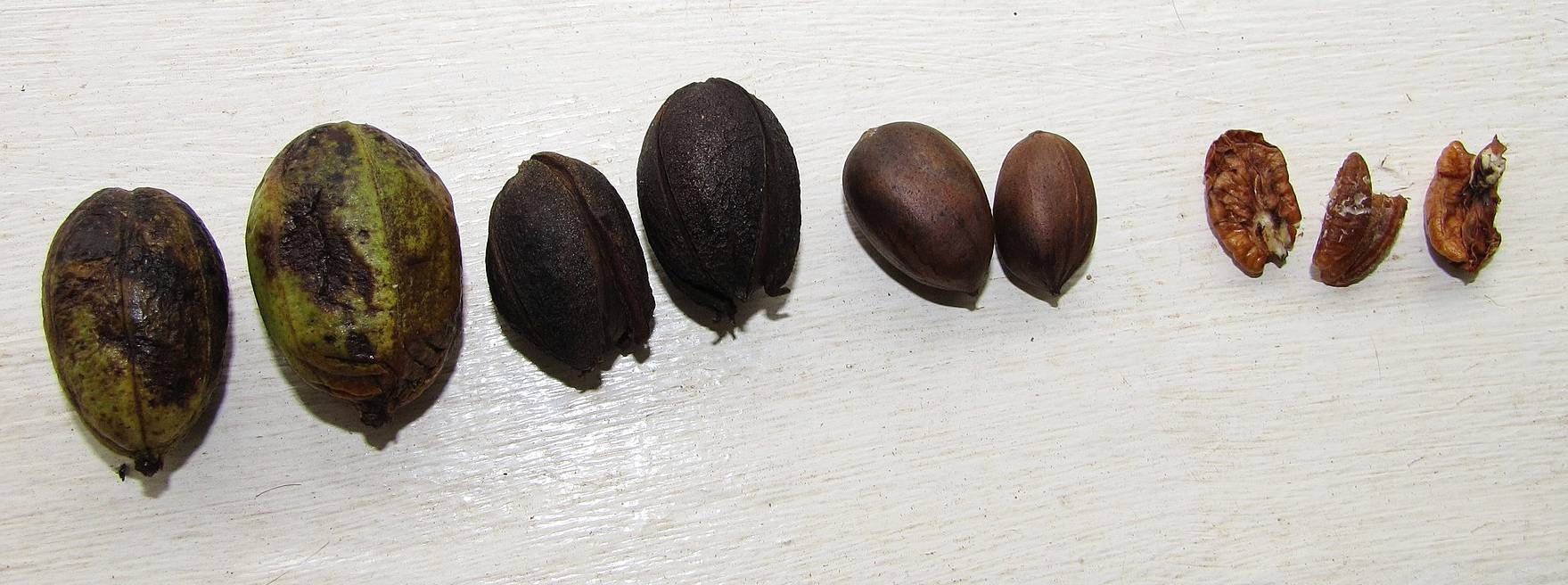
Le terme « noix de pécan » s'applique aussi bien au fruit entier, avec son écale verte ou brune, au fruit débarrassé de son écale, qu'au fruit décortiqué (l'amande comestible)

La noix de pécan ou pacane est le fruit du pacanier (Carya illinoinensis), arbre de la famille des Juglandacées, originaire du sud-est des États-Unis et du nord du Mexique.
C’est un fruit à coque ayant une amande oléagineuse, très énergétique, renfermant 73 % de lipides qui apporte 736 kcal/100 g.
Si par le goût, la noix de pécan rappelle la noix (du noyer commun), par sa composition en acides gras, elle s’en distingue nettement.
La noix de pécan se caractérise par une forte teneur en acides gras mono-insaturés, représentés par l’ acide oléique (C18:1, oméga-9) avec des taux allant de 53 % à 75 % des lipides, alors que dans la noix commune, ce sont les acides gras poly-insaturés qui dominent. Chez la noix de pécan les poly-insaturés sont représentés par l’acide linoléique (C18:2, oméga-6) allant de 15 % à 35 % des lipides. Sa richesse en tanins condensés et en composés phénoliques lui confère la plus forte activité antioxydante parmi les fruits à coque. Sur ce point, elle est semblable à la noix commune.

## Botanique
Sur le plan botanique, le fruit du pacanier (Carya illinoinensis) est une drupe déhiscente dont la partie extérieure verte et charnue (l’écale) est inconsommable. À maturité, elle se dessèche, brunit et s’ouvre en quatre valves, libérant le noyau. Celui-ci est constitué d’un endocarpe mince (2 mm), membraneux, brun, lavé de trainées noires, cylindrique-ovoïde avec une extrémité pointue. Il provient de la paroi de l’ovaire. Il comporte à l’intérieur une amande comestible, d’environ 40 x 15 mm (plus longue que les cerneaux de noix du noyer commun), formée de deux cotylédons, de couleur ocre, parcourue par de profondes rainures longitudinales. C’est une graine oléagineuse comestible.
|                   |                                                                 |                                                                 |
| Fruit du pacanier |                                                                 |                                                                 |
| Drupe             | épicarpe, mésocarpe (charnu), écale verte s’ouvrant en 4 valves | épicarpe, mésocarpe (charnu), écale verte s’ouvrant en 4 valves |
| Drupe             | noyau, « noix »                                                 | endocarpe, « coquille » membraneuse et rigide                   |
| Drupe             | noyau, « noix »                                                 | graine, amande comestible                                       |

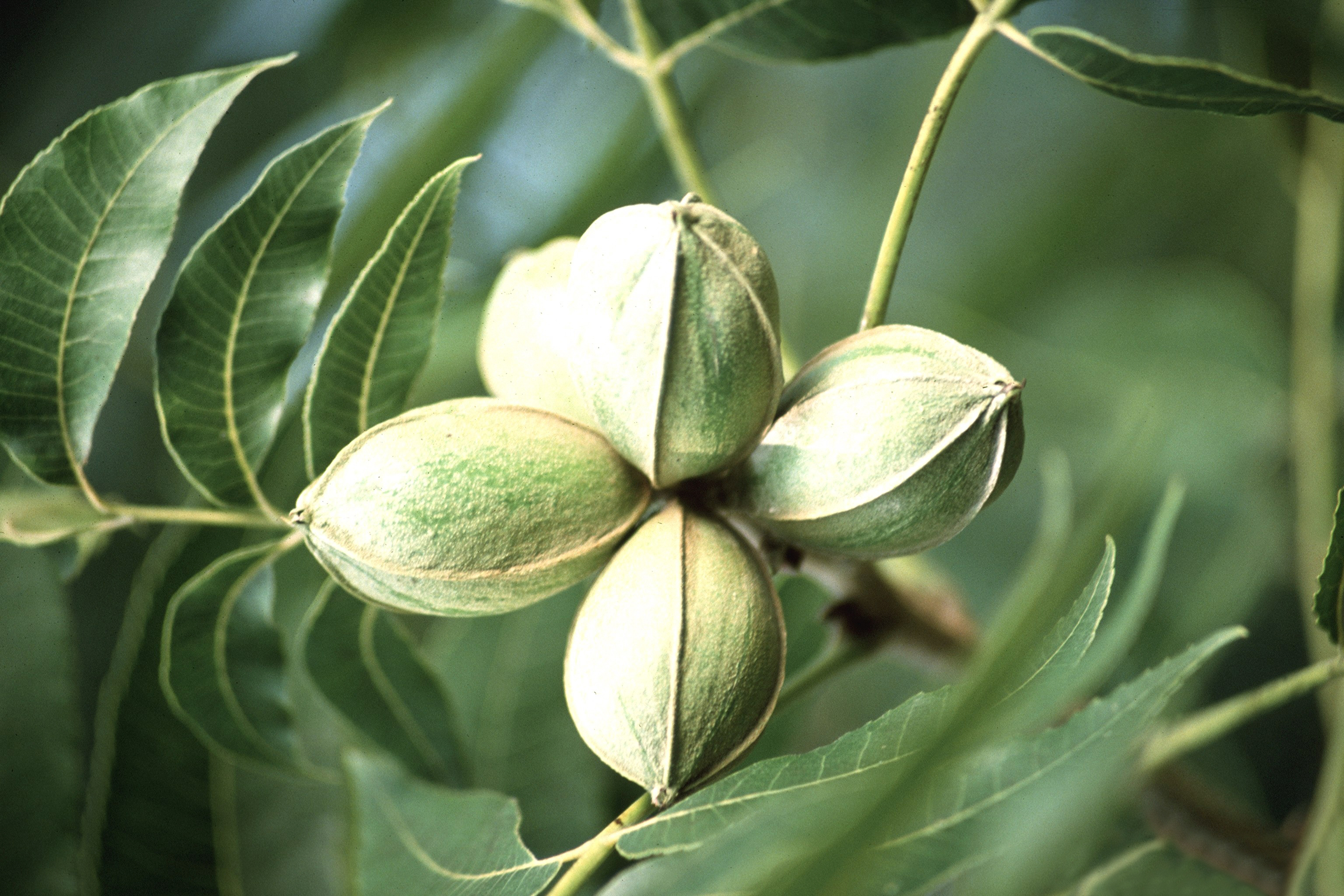
Noix de pécan avec écale
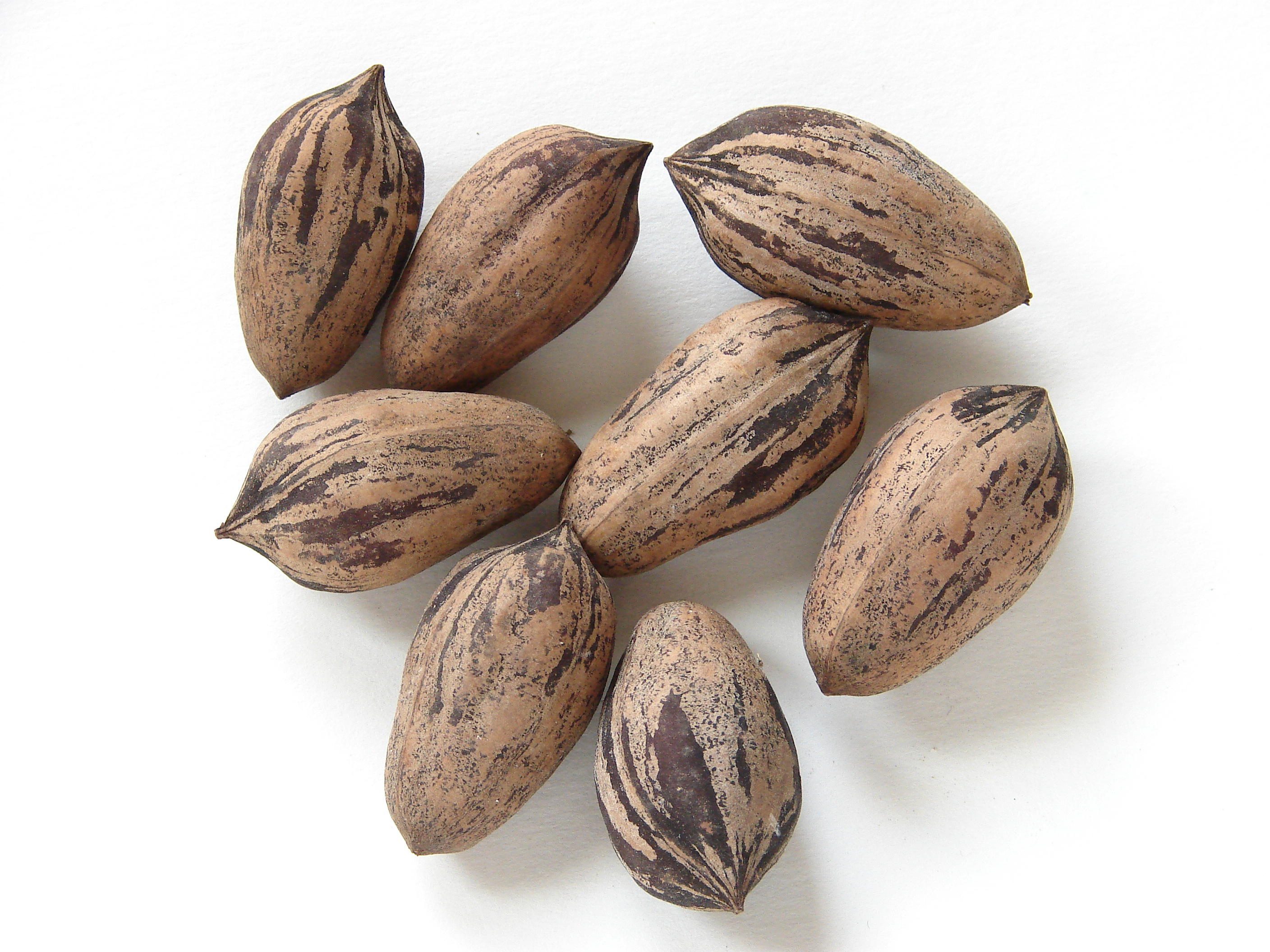
Coques membraneuses
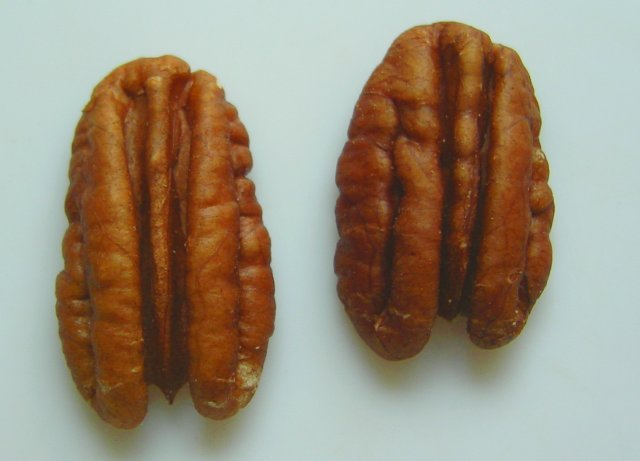
L'amande comestible, formé de 2 cotylédons

## Valeur nutritive

### Macronutriments
La pacane est particulièrement riche en lipide ; selon la table Ciqual de l’anses (voir ci-contre), ils représentent 72,6 % du cerneau de pacane. Il peut varier de 65 % à 75 % suivant le cultivar. C’est le taux le plus élevé des fruits à coque courants.
Elle est encore plus énergétique que la noix (du noyer commun) puisqu’elle apporte 736 kcal/100 g (contre 709 kcal).
Plus de la moitié des lipides (56 %) est constitué d’acide oléique (C18:1, oméga-9). Par cette richesse en acide gras mono-insaturé, elle s’apparente plus à la noisette qu'à la noix.
Une étude sur six cultivars du Texas a montré qu’en moyenne, il y a trois fois plus l’acide oléique (C18:1 ω9) que l’acide linoléique (C18:2 ω6). Les variations suivant les cultivars sont importantes puisqu'on observe un taux d’acide oléique variant de 53 % à 75 % et un taux d’acide linoléique variant de 15 % à 36 % des lipides : toutefois la dominance de l’acide oléique reste toujours notable. Pour la variété ‘Shawnee’, l’acide oléique représente 75 % des lipides, soit cinq fois plus que l’acide linoléique (15 %).
Malgré sa proximité phylogénétique avec la noix, les acides gras insaturés sont répartis différemment dans les deux espèces : pour les pacanes, les mono-insaturés sont dominants (40,6 g/100 g) par rapport aux polyinsaturés (23,1 g/100 g) alors que pour la noix commune, c’est l’inverse. De plus les apports des différents polyinsaturés de la pacane sont déséquilibrés ; en effet pour 22,1 g d’oméga-6, elle apporte 1,01 g d’oméga-3 soit 23 fois plus (ω6/ω3= 23) alors que ce rapport n’est que de 4,8 pour la noix commune, conformément aux recommandations des nutritionnistes comme Auvinet et al..
L’huile de pacane et l’huile d’olive ont une composition lipidique semblable (ainsi qu’un contenu en tocophérol semblable).
Ces moyennes données par la table Ciqual, sont corroborées par les données des tables de l’USDA Agricultural Research Service qui par exemple trouvent une domination des acides gras mono-insaturés (40,8 g/100g) par rapport aux acides gras polyinsaturés (21,6 g/100g) pour l’échantillon 12142 de pacane.
Ces concentrations peuvent toutefois considérablement varier non seulement suivant le cultivar analysé mais aussi suivant le lieu de production. Ainsi du cultivar ‘Western Schley’ cultivé au Chihuahua au nord Mexique, on extrait (par extracteur de Soxhlet à l’hexane) 62,4 % de polyinsaturés et 27,6 % de mono-insaturés, soient respectivement 39 g/100 g et 17,2 g/100 g. C’est un cas assez singulier de prédominance de l’acide linoléique qui fait ressembler ce spécimen de pacane à la noix commune.
La richesse en lipide ne laisse pas beaucoup de place pour les deux autres macronutriments : on a 9,57 % de protéines et 5,27 % de glucides, ce qui assez peu par rapport à la plupart des autres fruits à coque.

### Micronutriments
La noix de pécan est un aliment riche en micronutriments (vitamines et minéraux).
Relativement aux apports journaliers recommandés, elle est une bonne source de fibres alimentaires, de manganèse, magnésium, phosphore et zinc.
La noix de pécan est aussi une bonne source de vitamines : la thiamine (B1) et la vitamine E. La vitamine E comporte quatre tocophérols : dans la noix de pécan, l’α-tocophérol (préférentiellement absorbée par l’homme) et le β-tocophérol représentent moins de 5 % du total des tocophérols, le reste est constitué de γ-tocophérol. Une variation importante du contenu en γ-tocophérol a été trouvé suivant les cultivars, allant de 72 à 135 μg γ-tocophérol/g d’huile.

## Composés phénoliques
Les composés phénoliques peuvent avoir des activités biologiques intéressantes utilisées en thérapeutique.
Il est donc intéressant de savoir quels sont les principaux polyphénols de la noix de pécan. Les principales classes sont :
1) flavanols :
| Les flavanols de la noix de pécan en mg/100 g (d’après Phenol-Explorer) |                                |                  |                       |                                   |
| (+)-catéchine                                                           | (+)-gallocatéchine 3-O-gallate | (-)-épicatéchine | (-)-épigallocatéchine | (-)-épigallocatéchine 3-O-gallate |
| 7,20                                                                    | 0,80                           | 0,80             | 5,60                  | 2,30                              |

2) les acides-phénols
Huit acides-phénol ont été identifiés : acide gallique, acide gentisique, acide vanillique, acide hydroxybenzoïque etc.
Pour l’acide gallique, il a été trouvé entre 651 et 1 300 μg/g de cerneaux dégraissés et pour l’acide ellagique entre 2505 et 4 732 μg/g de cerneaux dégraissés selon les cultivars.
3) les tanins condensés
Les tanins condensés (ou proanthocyanidols, c'est-à-dire des polymères de flavan-3-ol) ont été trouvés dans la noix de pécan. D’après une étude de Gu et al. (2004), le contenu total en proanthocyanidol est de 494 mg/100g (converti en poids frais) qui se décomposent en monomères, dimères, trimères, tétramères à hexamères, 7-10-mères et polymères (>10-mères).
Les pacanes contiennent aussi des phytostérols, principalement du β-sitostérol (89 mg/100 g) mais aussi du campestérol et du stigmastérol.
Les polyphénols totaux d’après Phenol-Explorer s’élèvent à 1 284 mg/100 g (du poids frais).
Ces contenus phénoliques varient significativement en fonction des cultivars. L’étude de Villarreal-Lozoya et al. portant sur six cultivars de pacaniers cultivés au Texas, a établi que le contenu phénolique extractible total variait de 62 à 106 mg CAE/g de cerneaux dégraissés, avec le cultivar ‘Kanza’ ayant le taux le plus élevé et ‘Desirable BW’ le plus faible. Le contenu en tanins condensés varie de 23 à 47 mg CE/g de cerneaux dégraissés, avec le cultivar ‘Kanza’ ayant le taux le plus élevé et ‘Pawnee’ le plus bas. Ces résultats confirment la présence de gallotanins et d’ellagitanins dans les noix de pécan.
Les composés phénoliques et la vitamine E fournissent une activité antioxydante puissante à la noix de pécan. La capacité antioxydante (CA) dépend du cultivar. La mesure de cette capacité antioxydante est basée sur la radical libre DPPH et sur l’Oxygen Radical Absorbance Capacity (ORAC).
| Contenus phénolique, en tanins condensés et capacité antioxydante de deux cultivars de pacanes |                      |                      |                   |                 |
| Cultivar                                                                                       | Phénol tot. mg CAE/g | Tanins cond. mg CE/g | CA-ORAC μmol TE/g | CA-DPPH mg TE/g |
| Kanza                                                                                          | 106                  | 47                   | 817               | 135             |
| Desirable BW                                                                                   | 62                   | 25                   | 373               | 81              |

De fortes corrélations ont été trouvées entre la capacité antioxydante CAORAC et le phénol total (ainsi que le tanin condensé) et entre CADPPH et le phénol total.
Les mesures d’activité antioxydante de Yang et al. de neuf types de fruits à coque, ont établi une suprématie écrasante de la noix de pécan et de la noix commune, suivie de très loin par la pistache, l’amande et la noisette. La noix de pécan a une activité de 427 µmol/g (en équivalent de micromoles de vitamine C par gramme d’échantillon) et la noix commune de 458 µmol/g, soit 61 fois plus que celles de la noisette (de 7 µmol/g).
Les contenus solubles en composés phénoliques totaux (ou en flavonoïdes) sont positivement corrélés avec l’activité antioxydante.
| Noix                                       | Pécan | Cacahouète | Noix de cajou | Noisette | Amande | Activités antioxydantes de 10 fruits à coque |
| Contenu phénolique total (mg/100 g)        |       |            |               |          |        |                                              |
| 1 580                                      | 1 464 | 646        | 316           | 315      | 213    |                                              |
| Contenu flavonoïde total (mg/100 g)        |       |            |               |          |        |                                              |
| 745                                        | 705   | 190        | 64            | 114      | 93     |                                              |
| Activité antioxydante totale (µmol vit. C) |       |            |               |          |        |                                              |
| 458                                        | 427   | 81         | 30            | 7        | 25     |                                              |

## Propriétés physiologiques
Un grand nombre d’études ont montré qu’une consommation régulière de fruits à coque est associée avec une réduction des risques de maladie cardiovasculaire et de mort par diabète. Une méta-analyse de 29 publications, a trouvé qu’une consommation de fruits à coque, accrue de 28 g/jour, s’accompagnait d’un risque relatif de RR=0,71 de maladie coronarienne (une diminution du risque de 29 %), de RR=0,61 du diabète et de RR=0,48 de maladie respiratoire. Le développement des maladies coronariennes est lié à un grand nombre de facteurs de risque comme l’âge, le tabagisme, l’hérédité, le sexe, un taux élevé de lipoprotéine LDL (« mauvais cholestérol ») et un taux bas de lipoprotéine HDL (« bon cholestérol »).
Un essai clinique portant sur 19 personnes ayant un niveau de lipide sanguin normal, a consisté à comparer un groupe témoin et un groupe d’intervention devant consommer durant 8 semaines 68 g/jour de noix de pécan (Morgan et al., 2000). On a constaté une baisse du cholestérol LDL dans le groupe prenant des noix de pécan de 10 % à la 4e semaine suivi d’un tassement puisque la baisse n’est plus que de 6 % à la 8e semaine. Le niveau du cholestérol HDL n’a pas été affecté par la consommation de noix de pécan. Enfin, le poids des sujets du groupe des pacanes ne changea pas, en dépit d’une augmentation de l’énergie absorbée.
Pour aller au-delà de ces observations, en 2018, Mckay et al. ont conduit un essai randomisé contrôlé pour comparer les effets d’un régime riche en pacanes avec un régime isocalorique, similaire en ce qui concerne les lipides totaux et le contenu en fibres, mais sans pacane, vis-à-vis des biomarqueurs relatifs à la maladie cardiovasculaire et au diabète de type 2. L’essai a porté sur 26 sujets à risque métabolique, âgés de plus de 45 ans, en surpoids ou obèses dont 73 % d’entre eux avaient un LDL élevé, 65 % un HDL bas, 50 % une glycémie à jeun élevée. Après 4 semaines d’un régime enrichi en pacanes (de 45,2 g/jr), on observe une amélioration de la résistance à l'insuline (évaluée par la méthode HOMA-IR) et de la fonction des cellules bêta du pancréas secrétant l’insuline (HOMA-β). L’obésité associée à la résistance à l’insuline, accroît la demande d’insuline et provoque une hyperfonction des cellules bêta du pancréas qui finissent par dysfonctionner. Cette étude montre que les pacanes peuvent aider à limiter ce processus chez les adultes en surpoids ou obèses. Toutefois si les auteurs ont bien observé une diminution du cholestérol total et LDL pour les consommateurs de pacanes, l’amélioration ne fut que d’importance marginale. Cette différence avec l’étude précédente de Morgan et al. pourrait s’expliquer par le fait que cette dernière portait sur des sujets plus jeunes, de poids normal, ayant un niveau normal de lipides sériques, prenant une dose journalière plus grande de pacane (68 g/jr). 
La mesure des différents types d’acides gras présents dans les globules rouges a permis de sélectionner quelques mécanismes potentiels permettant d’expliquer l’effet des pacanes sur le contrôle de la glycémie. Ainsi, l’observation par les auteurs de l’augmentation des acides gras mono-insaturés dans les globules rouges chez les sujets consommant des pacanes corrobore l’hypothèse que la consommation des pacanes augmente la fluidité des membranes et accroît la perméabilité à l’insuline.

## Consommation

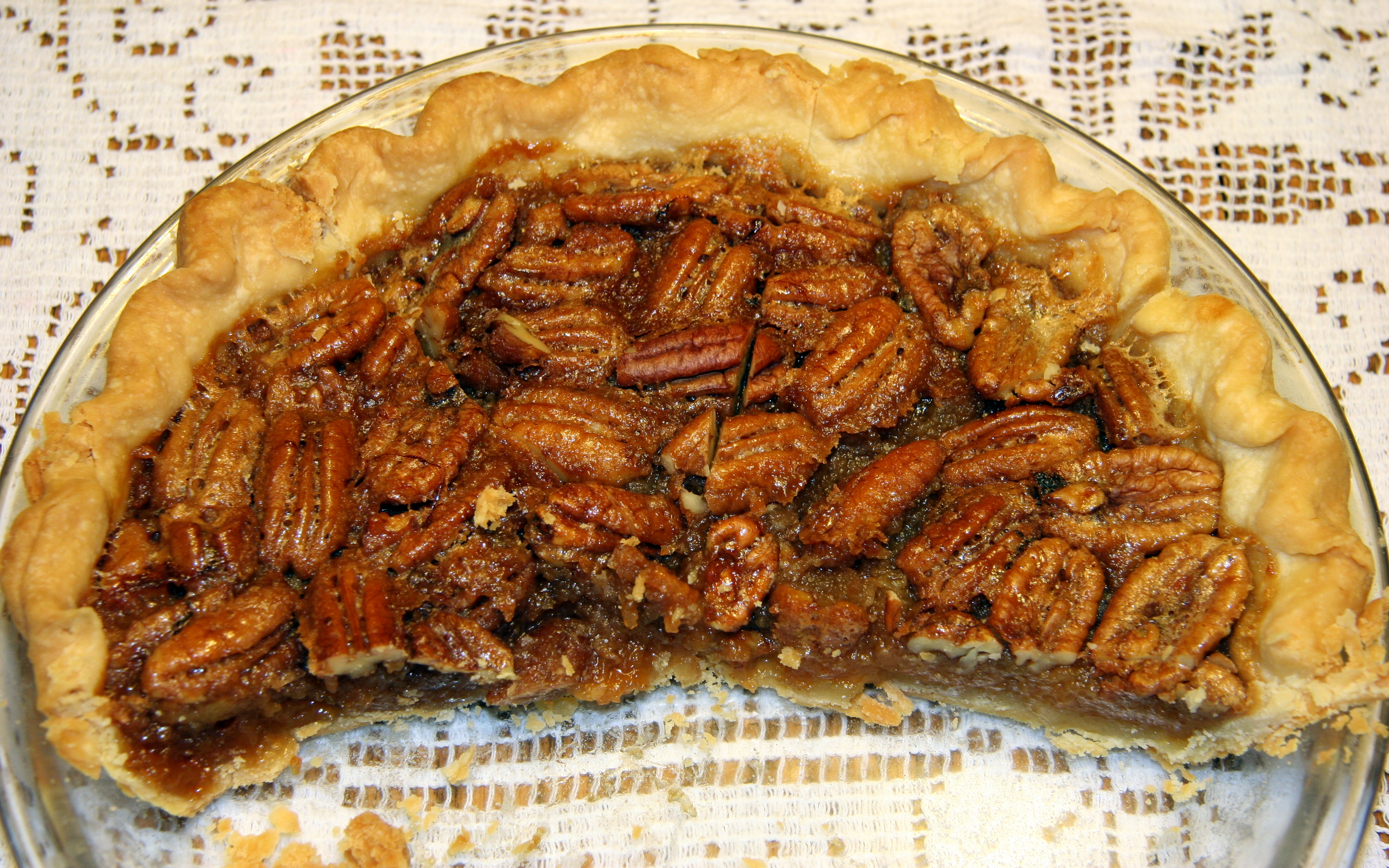
Tarte aux pacanes

La noix de pécan s'utilise en pâtisserie et garniture dans des glaces ou du chocolat noir. Son goût ressemble à celui de la noix.
La pâtisserie célèbre du sud des États-Unis et du Québec est la tarte aux pacanes (« pecan pie »), consommée aux temps des fêtes ou pour l'Action de grâce. Les premiers colons français du delta du Mississippi sont crédités de la création de la tarte aux pacanes, après avoir pris connaissance de cette noix auprès des Amérindiens Quinipissa et Tangipahoa.

## Production
Les principaux pays producteurs de noix de pécan selon la FAOSTAT.
| Pays       | 2005 (tonnes) | 2016 (t) | 2017 (t) |
| ---------- | ------------- | -------- | -------- |
| États-Unis | 117 950       | 140 960  | 155 510  |
| Mexique    | 88 400        | 125 225  | 128 533  |
| Israël     | 700           | 1200     | 1806     |

Les premières plantations de pacaniers apparaissent au nord du Mexique au XVIIIe siècle puis s'étendent dans le Sud des États-Unis. À partir de 1880, cette culture très rentable se développe de manière industrielle particulièrement au Texas.
Les principaux pays producteurs restent les États-Unis et le Mexique. Les productions d'autres pays (Australie, Israël, le Pérou ou Afrique du Sud), restent marginales.